# Isso
Isso är en ort och kommun i provinsen Bergamo i regionen Lombardiet i Italien. Kommunen hade 654 invånare (2018).